# Casa Gras (Manlleu)
La Casa Gras és un edifici de planta baixa i dos pisos del municipi de Manlleu (Osona) que forma part de l'Inventari del Patrimoni Arquitectònic de Catalunya. En una de les portes hi ha una llinda amb la data de 1857. L'arquitecte fou Joan Sardà.

## Descripció
A la planta baixa hi ha una successió de portes de testeres d'angle recte, excepte en la porta principal, que s'obre a un carrer lateral i presenta columnes adossades que aguanten un arc carpanell molt rebaixat. El primer pis està format per un seguit de balcons, dels quals el que està situat sota la porta principal és triple i el que està al centre de la façana de la plaça de la Quintana és doble, assenyalant les parts més importants de la casa, l'antiga "sala". El pis superior està format per una sèrie de balcons, col·locats amb total simetria amb els anteriors. La teulada està constituïda per bigues de fusta i llates transversals amb acabat de teules aràbigues que forma un ràfec decorat amb formes geomètriques (enrajolat). Totes les llindes dels balcons i les mènsules que els aguanten, estan decorades amb baixos esculpits amb motius vegetals.